# Aneby (plaats)
Aneby is de hoofdplaats van de gemeente Aneby in het landschap Småland en de provincie Jönköpings län in Zweden. De plaats heeft 3374 inwoners (2005) en een oppervlakte van 339 hectare.

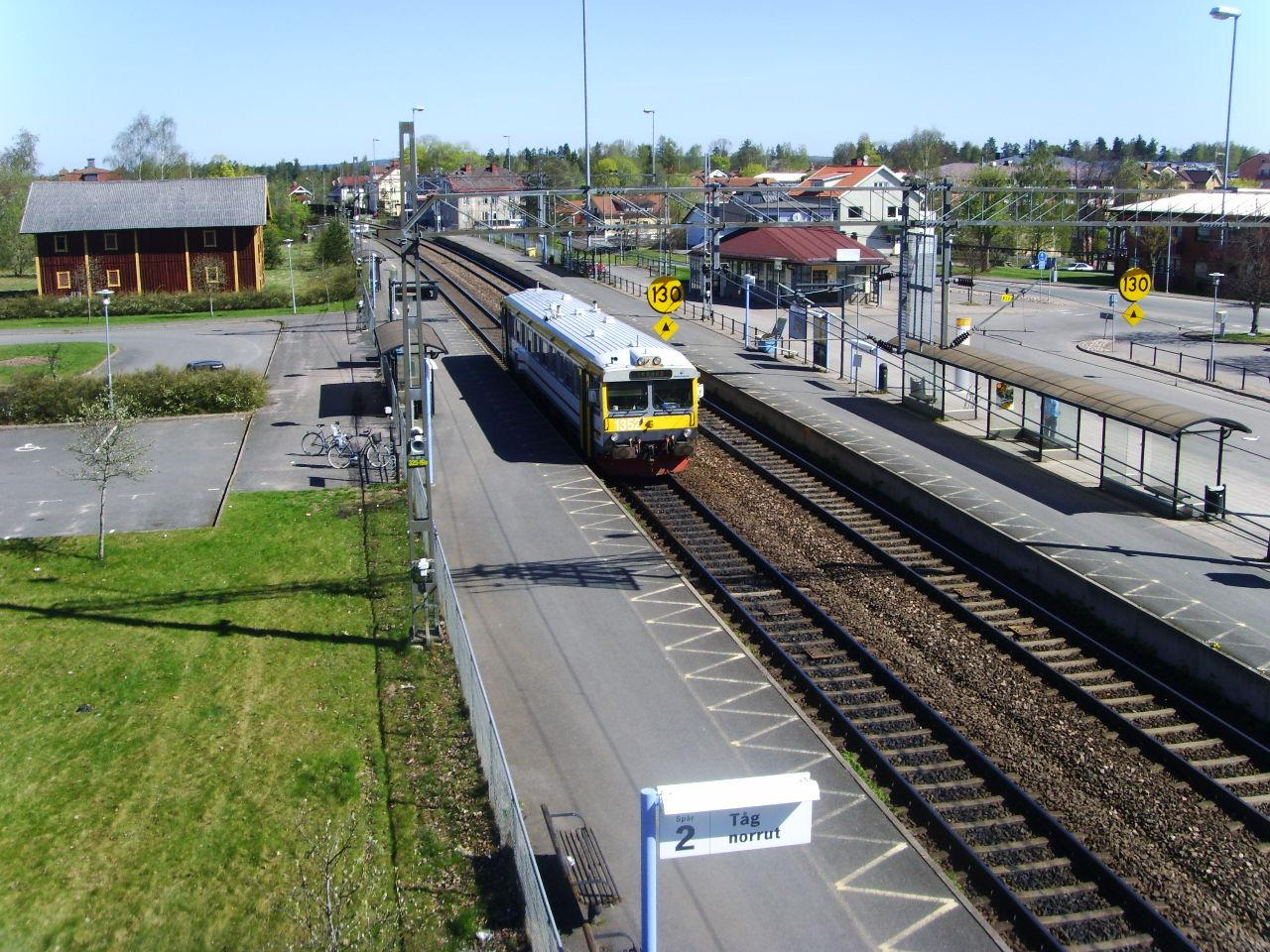
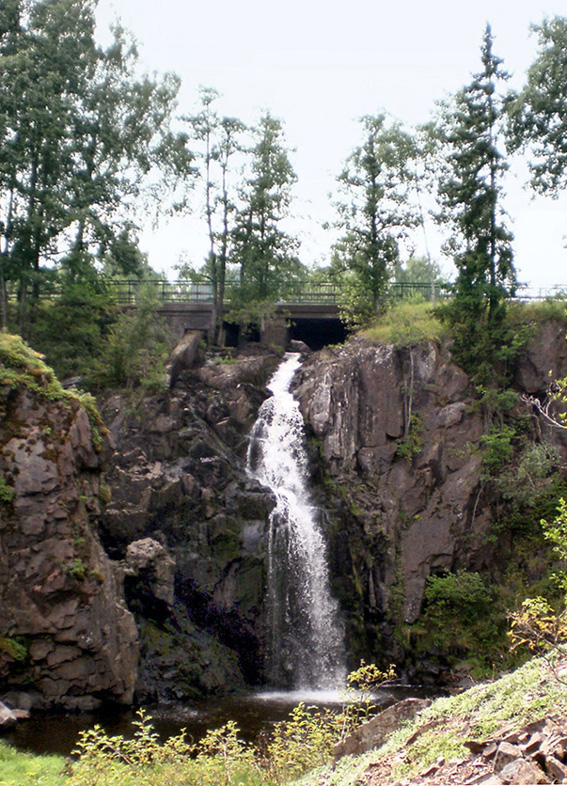

## Verkeer en vervoer
Bij de plaats lopen de Riksväg 32 en Länsväg 132.
De plaats heeft een station op de spoorlijnen Katrineholm - Malmö en Katrineholm - Nässjö.

## Geboren
- Katarina von Bredow (1967), schrijver